# 玩喵遊戲
玩喵遊戲，全名玩喵有限公司是一家位於台灣台北市的色情遊戲開發商和發行商。

## 歷史
玩喵遊戲創始人葉政暘在大學三年級時受當時網絡創業風潮影響，決定休學創業，成立公司新時代數位遊戲。公司初期只有葉政暘和兩名程序員，2011年發佈首款遊戲《金錢遊戲》，2014年推出續作《金錢遊戲2》。《金錢遊戲2》由於商業表現不佳，營運三年後關閉。2018年電子遊戲數碼分發平台Steam開放成人遊戲上架，葉政暘帶領公司轉型開發成人遊戲，以「台灣香蕉王」名義發佈首款成人遊戲《負債千金》。2021年葉政暘註冊成立新公司玩喵遊戲，建立遊戲發行品牌「Playmeow」，建設自營數碼分發平台，同時組織人手製作可視化的遊戲引擎「ACG愛創作」。玩喵遊戲成立之後，葉政暘更專注於發行業務，並拓展公司開發的遊戲類型，嘗試少女遊戲和BL遊戲。

## 開發遊戲
| 遊戲名稱                                       | 發售日期       | 備註  |
| ---------------------------------------------- | -------------- | ----- |
| 《末日少女-珍娜的淩辱生存日記》                | 2018年4月17日  | [ 5 ] |
| 《負債千金》                                   | 2019年4月26日  | [ 5 ] |
| 《奈的調教日記》                               | 2020年1月24日  | [ 5 ] |
| 《女王的榮耀》                                 | 2020年5月1日   | [ 5 ] |
| 《惡魔少女》                                   | 2021年2月20日  | [ 5 ] |
| 《與狐妖的同居生活》                           | 2021年8月14日  | [ 6 ] |
| 《監禁女王》                                   | 2021年9月11日  | [ 5 ] |
| 《夏樹的監禁生活》                             | 2021年11月19日 | [ 6 ] |
| 《魔女的性愛囚禁》                             | 2022年1月25日  | [ 6 ] |
| 《罪惡集中營》                                 | 2022年2月15日  | [ 6 ] |
| 《娛樂圈疑雲-S號房事件》                       | 2022年5月10日  | [ 6 ] |
| 《在無限重生中守護妳》                         | 2022年6月23日  | [ 6 ] |
| 《艾絲緹拉的遭難：被封印的異空間和魅魔的詛咒》 | 2022年8月9日   | [ 5 ] |
| 《夢境駭客》                                   | 2022年8月30日  | [ 6 ] |

## 發行遊戲
| 遊戲名稱                                    | 開發公司                               | 發售日期       |
| ------------------------------------------- | -------------------------------------- | -------------- |
| 《莎莉絲 地牢脫出》                         | 嗨遊戲數位娛樂                         | 2020年11月16日 |
| 《我在女子監獄開後宮》                      | Secret Garden                          | 2021年10月13日 |
| 《地牢脫出II 銀月蒼狼－蘇拉爾》             | 嗨遊戲數位娛樂                         | 2022年1月14日  |
| 《重啟的NTR後宮生活》                       | Secret Garden                          | 2022年3月29日  |
| 《醫院催眠後宮》                            | BigGuy Games                           | 2022年7月15日  |
| 《HOBGOB ～拜託放過我～》                   |                                        | 2022年9月20日  |
| 《精靈的性愛農場》                          | R's                                    | 2022年10月25日 |
| 《精靈之妊 -用懷孕征服所有傲慢的精靈-》     | 永恆艾莉絲工坊                         | 2022年11月16日 |
| 《母娘調教》                                | Secret Garden                          | 2022年12月6日  |
| 《末日機娘》                                | Sunspot                                | 2023年1月10日  |
| 《與姊姊同住的時光》                        |                                        | 2023年2月7日   |
| 《性奴隸志願少女》                          | Kanoe                                  | 2023年2月28日  |
| 《千金的奴隸家家酒》                        | Asami                                  | 2023年3月16日  |
| 《奴隸人偶》                                | WAWA                                   | 2023年3月28日  |
| 《萬鬼夜行》                                | NAGATOUI                               | 2023年4月18日  |
| 《異世界魔物娘後宮》                        | AL Kuo                                 | 2023年5月16日  |
| 《終焉之國與初始魔女》                      |                                        | 2023年6月6日   |
| 《邊境征服者》                              | Kanoe                                  | 2023年7月18日  |
| 《與女大生的同居生活》                      | Boru                                   | 2023年8月15日  |
| 《惡意重現Ⅱ》                               | UNDER HILL                             | 2023年9月5日   |
| 《兩個月的魔王》                            |                                        | 2023年9月26日  |
| 《綺羅的淫亂人生》                          | Xian                                   | 2023年10月17日 |
| 《魅魔少女》                                | Nemesis                                | 2023年10月24日 |
| 《我與魔王的親密愛戀》                      | BaiLeshi                               | 2023年11月14日 |
| 《惡靈寄生》                                | R's                                    | 2023年12月5日  |
| 《地牢脫出3 輪迴女王》                      | 嗨遊戲數位娛樂                         | 2024年1月8日   |
| 《雪山別墅與三個妹子的做愛假期》            | 雪山雞白郎, SnowGBL                    | 2024年1月15日  |
| 《精靈女上司的訓狗術》                      | Giver                                  | 2024年1月16日  |
| 《超級偶像》                                | Kanoe                                  | 2024年1月23日  |
| 《SM的誘惑遊戲》                            | maratan                                | 2024年3月5日   |
| 《與魅魔締結契約的同居生活》                | EXAMGAMES                              | 2024年3月6日   |
| 《遠星都市27λ》                             | Bunny Eats Tiger                       | 2024年3月26日  |
| 《索命倒數-背德的欲望清單》                 | Secret Garden                          | 2024年4月9日   |
| 《那個江湖》                                | Cosemen Gaming                         | 2024年4月16日  |
| 《為你臣服》                                | maratan, BlueBerry 藍莓社              | 2024年4月26日  |
| 《藪之淵》                                  | 有月工作室, 冬蟲夏草, BlueBerry 藍莓社 | 2024年5月7日   |
| 《劉嬋養成計劃》                            | Xian                                   | 2024年5月13日  |
| 《隨侍神側》                                | Summoon 夏和淨, BlueBerry 藍莓社       | 2024年6月7日   |
| 《逃離性慾服侍人偶的房間》                  |                                        | 2024年6月18日  |
| 《香草布蕾與玫瑰怪盜》                      | Summoon 夏和淨, BlueBerry 藍莓社       | 2024年7月30日  |
| 《完美細胞計畫》                            | ShinshiMoustache                       | 2024年7月31日  |
| 《魅魔莉莉姆想要升級♥》                     | Yoü studio, Maker製造機                | 2024年8月27日  |
| 《異世界奇幻配對 -與可愛妹子一起色色配對-》 |                                        | 2024年9月10日  |
| 《魔界少女與奴隸召喚術》                    | Sunspot                                | 2024年10月2日  |
| 《眼眸之城與夢境少女》                      | UVKen                                  | 2024年10月16日 |
| 《情趣娃娃變成人》                          | LemonTart                              | 2024年11月18日 |
| 《隔壁的美豔人妻》                          | 雪山雞白郎, SnowGBL                    | 2024年11月27日 |

## 外部連結
- 玩喵遊戲的X（前Twitter）
- 玩喵遊戲的Facebook專頁